# Premier ministre des Bahamas
Le Premier ministre des Bahamas (en anglais : Prime Minister of The Bahamas) est le chef du gouvernement bahaméen. Il est le chef de l'exécutif des Bahamas depuis l'autonomie de l'archipel en 1955, avant son indépendance en 1973.

## Titre
Le titre a évolué avec le nom et le statut des Bahamas : 
- 1955-1964 : Ministre en chef des îles Bahamas ;
- 1964-1969 : Premier ministre des îles Bahamas ;
- 1969-1973 : Premier ministre du Commonwealth des îles Bahamas ;
- depuis 1973 : Premier ministre du Commonwealth des Bahamas.

La numérotation en vigueur prend pour départ la mise en place de ce dernier titre, au moment de l'indépendance.

## Liste
| No                                                            | Portrait                                      | Titulaire                                     | Élection                                      | Mandat                                        | Mandat                                        | Mandat                                        | Parti politique                               | Parti politique                               |
| No                                                            | Portrait                                      | Titulaire                                     | Élection                                      | Début                                         | Fin                                           | Durée                                         | Parti politique                               | Parti politique                               |
| Ministre en chef des îles Bahamas (1955-1964)                 | Ministre en chef des îles Bahamas (1955-1964) | Ministre en chef des îles Bahamas (1955-1964) | Ministre en chef des îles Bahamas (1955-1964) | Ministre en chef des îles Bahamas (1955-1964) | Ministre en chef des îles Bahamas (1955-1964) | Ministre en chef des îles Bahamas (1955-1964) | Ministre en chef des îles Bahamas (1955-1964) | Ministre en chef des îles Bahamas (1955-1964) |
| ------------------------------------------------------------- | --------------------------------------------- | --------------------------------------------- | --------------------------------------------- | --------------------------------------------- | --------------------------------------------- | --------------------------------------------- | --------------------------------------------- | --------------------------------------------- |
| 1                                                             | Roland Symonette                              | Roland Symonette (1898-1980)                  | 1962                                          | 1955                                          | 7 janvier 1964                                | 9 ans                                         |                                               | UBP                                           |
| Premier ministre des îles Bahamas (1964-1969)                 |                                               |                                               |                                               |                                               |                                               |                                               |                                               |                                               |
| 1                                                             | Roland Symonette                              | Sir Roland Symonette (1898-1980)              | —                                             | 7 janvier 1964                                | 16 janvier 1967                               | 3 ans et 9 jours                              |                                               | UBP                                           |
| 2                                                             | Lynden Pindling                               | Lynden Pindling (1930-2000)                   | 1967 1968                                     | 16 janvier 1967                               | 10 mai 1969                                   | 2 ans, 3 mois et 24 jours                     |                                               | PLP                                           |
| Premier ministre du Commonwealth des îles Bahamas (1969-1973) |                                               |                                               |                                               |                                               |                                               |                                               |                                               |                                               |
| 1                                                             | Lynden Pindling                               | Lynden Pindling (1930-2000)                   | 1972                                          | 10 mai 1969                                   | 10 juillet 1973                               | 4 ans et 2 mois                               |                                               | PLP                                           |
| Premier ministre du Commonwealth des Bahamas (depuis 1973)    |                                               |                                               |                                               |                                               |                                               |                                               |                                               |                                               |
| 1                                                             | Lynden Pindling                               | Sir Lynden Pindling (1930-2000)               | 1977 1982 1987                                | 10 juillet 1973                               | 21 août 1992                                  | 19 ans, 1 mois et 11 jours                    |                                               | PLP                                           |
| 2                                                             | Hubert Ingraham                               | Hubert Ingraham (né en 1947)                  | 1992 1997                                     | 21 août 1992                                  | 3 mai 2002                                    | 9 ans, 8 mois et 12 jours                     |                                               | FNM                                           |
| 3                                                             | Perry Christie                                | Perry Christie (né en 1943)                   | 2002                                          | 3 mai 2002                                    | 4 mai 2007                                    | 5 ans et 1 jour                               |                                               | PLP                                           |
| (2)                                                           | Hubert Ingraham                               | Hubert Ingraham (né en 1947)                  | 2007                                          | 4 mai 2007                                    | 8 mai 2012                                    | 5 ans et 4 jours                              |                                               | FNM                                           |
| (3)                                                           | Perry Christie                                | Perry Christie (né en 1943)                   | 2012                                          | 8 mai 2012                                    | 11 mai 2017                                   | 5 ans et 3 jours                              |                                               | PLP                                           |
| 4                                                             | Hubert Minnis                                 | Hubert Minnis (né en 1954)                    | 2017                                          | 11 mai 2017                                   | 17 septembre 2021                             | 4 ans, 4 mois et 6 jours                      |                                               | FNM                                           |
| 5                                                             | Philip Davis                                  | Philip Davis (né en 1951)                     | 2021                                          | 17 septembre 2021                             | en cours                                      | 3 ans, 5 mois et 25 jours                     |                                               | PLP                                           |